# Plagiomima rufolateralis
Plagiomima rufolateralis là một loài ruồi trong họ Tachinidae.